# Episodi di Paquita Salas (prima stagione)
La prima stagione della serie televisiva Paquita Salas, composta da 5 episodi, è stata pubblicata in Spagna dal 6 luglio al 25 ottobre 2016 sulla piattaforma Flooxer.
In Italia, la stagione è stata interamente pubblicata il 15 maggio 2018 su Netflix.
| nº | Titolo originale       | Titolo italiano   | Pubblicazione Spagna | Pubblicazione Italia |
| -- | ---------------------- | ----------------- | -------------------- | -------------------- |
| 1  | Casada con esto        | Married to This   | 6 luglio 2016        | 15 maggio 2018       |
| 2  | La actriz 360          | The Actress 360   | 13 settembre 2016    | 15 maggio 2018       |
| 3  | Hasta Navarrete        | Back to Navarrete | 27 settembre 2016    | 15 maggio 2018       |
| 4  | Divacel                | Divacel           | 11 ottobre 2016      | 15 maggio 2018       |
| 5  | La magia que hay en ti | The Magic in You  | 25 ottobre 2016      | 15 maggio 2018       |